# ヨハン・フォン・ラモント

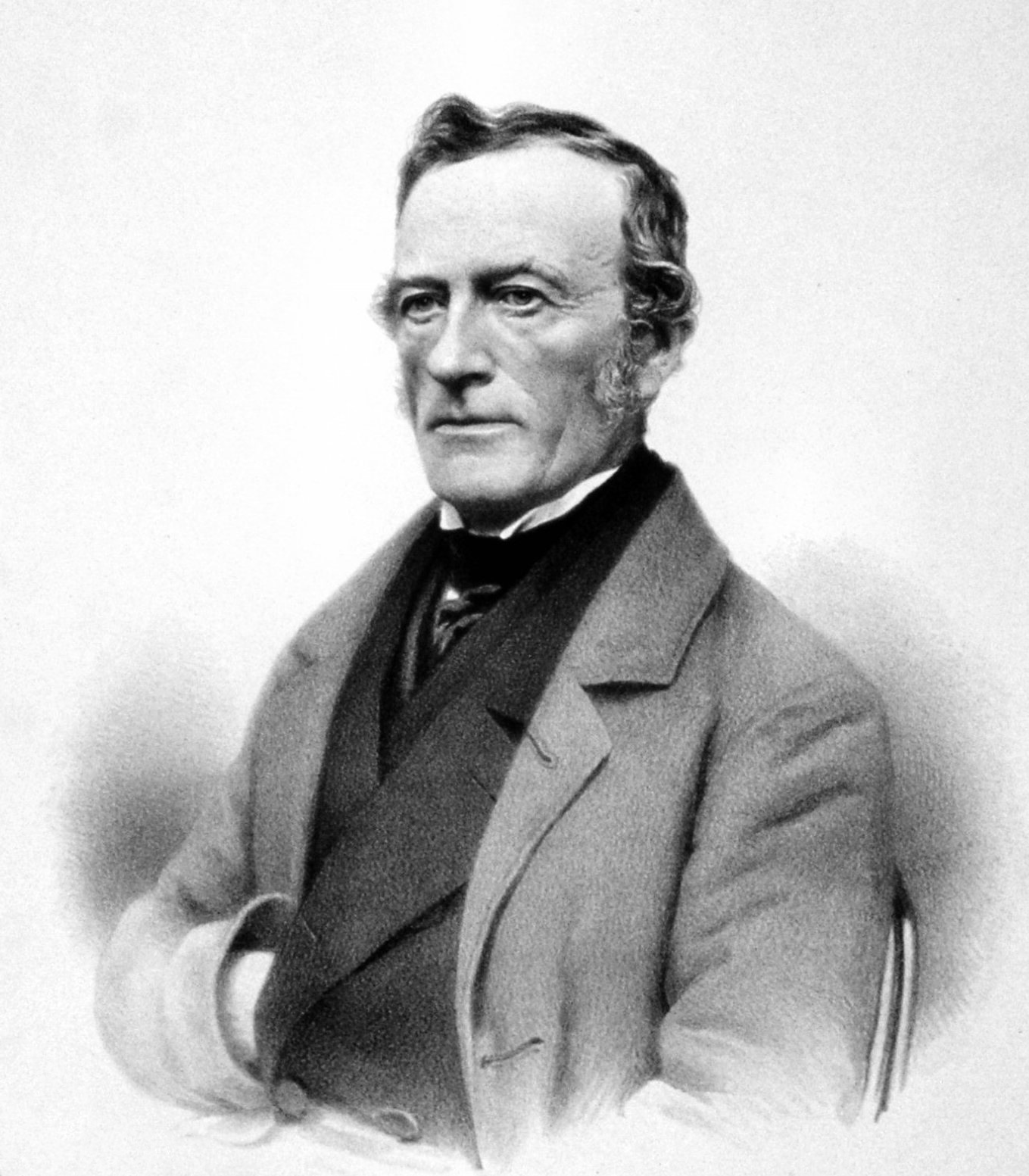
ルドルフ・ホフマンによる版画

ヨハン・フォン・ラモント（Johann von Lamont, 1805年12月13日 - 1879年8月6日）は、ドイツの天文学者である。

## 生涯
スコットランドのブレマーのCorriemulzieに生まれた。1817年に父親が死ぬとドイツのレーゲンスブルクに送られ、そこで神学を学んだ。科学に転じ1828年にボーゲンハウゼン天文台でヨハン・ゲオルク・フォン・ゾルトナーの助手となった。1835年にはボーゲンハウゼン天文台の所長となり、ミュンヘン大学の天文学の教授となった。天文台では星表の製作に携わった。
ラモントの最も重要な功績は地磁気の研究で、アレクサンダー・フォン・フンボルトらの地磁気の研究に興味を持ち、ポルトガルからデンマークまでヨーロッパ各地の地磁気の調査を行った。地磁気が約10年の周期で強さが変動し、ハインリッヒ・シュワーベの発見した太陽黒点の増減の周期に対応することを発見したとされる（エドワード・サビーンが発見者という説もある）。1850年には地電流を発見した。
また天王星と土星の衛星の軌道計算を行い、天王星の質量を初めて見積もった。たまたま1845年と1846年に海王星を観測していたが、それが未発見の惑星であることに気付かず発見の栄誉を逃している。
ラモントはミュンヘンで没し、ボーゲンハウゼン墓地に葬られた。